# ARQ (film)
Pour les articles homonymes, voir ARQ.
Pour plus de détails, voir Fiche technique et Distribution.
ARQ est un film de science fiction américain écrit et réalisé par Tony Elliott et sorti en 2016 sur Netflix.

## Synopsis
Dans un monde apocalyptique, les réserves de pétrole sont asséchées. Enfermé dans une maison et assiégé par l'ennemi, un ingénieur a en sa possession une technologie qui peut mettre fin à la guerre civile en libérant une réserve d'énergie illimitée. Mais cette technologie a créé une anomalie : il se réveille aux côtés de son amie Hannah à 6 h 16, ils sont attaqués par des hommes masqués, enchaînés au sous-sol de la maison devant la machine ARQ  et... le même jour recommence encore et encore...

## Fiche technique
- Titre : ARQ
- Réalisation : Tony Elliott[2]
- Scénario : Tony Elliott[2]
- Photographie : Daniel Grant
- Montage : Kye Meechan
- Musique : Keegan Jessamy, Bryce Mitchell
- Production : John Finemore, Kyle Franke, Mason Novick, Nick Spicer[2]
- Sociétés de production : Lost City, XYZ Films, MXN Entertainment
- Société de distribution : Netflix
- Pays d'origine :  États-Unis,  Canada
- Langue originale : anglais
- Format : couleurs
- Genre : Science-fiction, thriller
- Durée : 98 minutes
- Dates de sortie :
  - Canada : 9 septembre 2016 (Festival international du film de Toronto[3])
  - Monde : 16 septembre 2016 (sortie officielle sur Netflix[4])

## Distribution
- Robbie Amell (VFB : Michelangelo Marchese) : Renton
- Rachael Taylor (VFB : Audrey d'Hulstère) : Hannah
- Shaun Benson (VFB : Kinko) : Sonny
- Gray Powell (VFB : Laurent Bonnet) : Father
- Jacob Neayem (VFB : Sébastien Hébrant) : Brother
- Adam Butcher (VFB : Franck Dacquin) : Cuz
- Tantoo Cardinal (VFB : Bernadette Mouzon) : The Pope

Version française dirigée par Raphaël Anciaux au studio ON'R (Belgique), d'après une adaptation des dialogues d'Isabelle Legros.
Source : carton de doublage sur Netflix